# Recentoren
De Recentoren is de  ruïne van een middeleeuwse waltoren in het stadsdeel Wyck-Céramique in de Nederlandse stad Maastricht. De toren, eigenlijk een rondeel of bolwerk, was onderdeel van de tweede Wycker stadsomsluiting, gelegen op de zuidwestelijk hoek van de stadswal, vlak bij de Maaspunttoren. Het vestingwerk dateert uit het vierde kwart van de vijftiende eeuw, werd enige malen aangepast en werd in 1869 grotendeels gesloopt. Het torenfundament en een klein deel van het opgaand muurwerk werden begin jaren 1990 blootgelegd en opgenomen in het ontwerp van het Charles Eyckpark.

## Geschiedenis

### Bouw Wycker stadsmuur en omwalling
Over het precieze bouwjaar van de eerste stenen stadsmuur van Wyck is geen duidelijkheid. Waarschijnlijk vond deze een eeuw later plaats dan de bouw van de eerste stadsmuur op de linker Maasoever, waarvoor hertog Jan I van Brabant in 1229 toestemming verleende. Volgens de kroniek van de Landen van Overmaas gaf diens kleinzoon, hertog Jan III van Brabant, pas in 1318 toestemming voor de bouw van een stenen muur om Wyck. Wel is het aannemelijk dat beide stadsdelen al eerder, mogelijk al in het laatste kwart van de twaalfde eeuw, versterkt waren met aarden wallen en palissaden, al dan niet met houten of stenen poorten. In 1284, aan het begin van de Limburgse Successieoorlog, trachtte Walram de Rosse van Valkenburg Maastricht te overmeesteren, maar blijkbaar waren de versterkingen aan de Wyckse kant (in een eigentijds verslag aangeduid als "planken ende grachte die niet en waren alsoe vaste") toch al voldoende sterk om de vijand te doen afdruipen. Deze oudste omwalling lag aan de westzijde van de huidige Wycker Grachtstraat, werd aan de noordzijde begrensd door de straat Sint Maartenspoort en aan de zuidzijde door het Wycker Grachtje.
In 1318 werd begonnen met de bouw van de stenen stadsmuur van Wyck, vermoedelijk boven op een bestaande aarden wal, zoals dat eerder op de westelijke Maasoever was gebeurd (en door archeologisch onderzoek op meerdere plaatsen is aangetoond). De voltooiing van de muur liet vrij lang op zich wachtten, mogelijk omdat in dezelfde periode gewerkt werd aan de tweede stadsmuur op de andere Maasoever. Vooral in de periode 1397-1400 werd, vanwege oorlogsdreiging, met man en macht gewerkt aan de Wycker stadsmuur en gracht.
Tussen 1477 en 1485 werd aan de veldzijde van de bestaande stadsmuur van Wyck een nieuwe, dubbele aarden wal opgeworpen, beide voorzien van een gracht. Ook de oorspronkelijke stadsgracht bleef nog enige tijd in gebruik, waardoor er in feite sprake was van drie grachten. De buitenste gracht werd gevormd door een Maasarm, die in de winter (bij hoog water) bevaarbaar was. In het noorden en zuiden van Wyck lag die Maasarm op iets grotere afstand. De nieuwe stadsomsluiting beschreef een iets wijdere halve cirkel rondom de oude enceinte, maar voegde nauwelijks ruimte voor stadsuitbreiding toe. In het zuidelijk deel van Wyck werd de strook tussen de eerste en tweede enceinte ingericht als 'schuttenhof', een oefenterrein voor schutters. De voornaamste reden voor de bouw van de tweede enceinte was de verbetering van de verdediging van Wyck. De wal was aanvankelijk versterkt met zes zware, torenvormige bolwerken. De Recentoren en het rondeel Aen de Locht waren daarvan de meest zuidelijke.

### Bouw Recentoren
De Recentoren werd voor het eerst vermeld in 1485. Mogelijk werd de toren in dat jaar voltooid. Tussen de eerste stadmuur, die nog geruime tijd in gebruik bleef, en de tweede omwalling werd nabij de Recentoren een brug gelegd, waarvan de pijlers begin jaren 1990 zijn opgegraven. Aan de kant van de Maas bevond zich in beide grachten ― de eerste gracht bleef ook nog enige tijd bestaan ― een beer om de waterstand te regelen. In 1558 werd de toren verlaagd tot het niveau van de walmuur, zoals dat in de zestiende eeuw in verband met de veranderende manier van oorlogsvoering met vrijwel alle waltorens gebeurde. De met aarde volgestorte toren, eigenlijk vanaf die tijd een bolwerk, functioneerde daarna als geschutsplatform voor een batterij kanonnen. Aan de voet van de toren werd eveneens een geschutsplatform ingericht, te zien op de plattegrond van Braun en Hogenberg in de stedenatlas Civitates Orbis Terrarum uit ca. 1575, echter niet op het stadspanorama in dezelfde atlas (zie afbeeldingen hierboven). De verdediging van de Wycker muur en wal was volgens een verordening uit 1465 grotendeels de verantwoordelijkheid van de Wyckenaren zelf. Aanvankelijk waren alleen de twee stadspoorten en de bolwerken van steen. Vanaf circa 1540 werd de aarden wal van de tweede Wycker enceinte verbreed tot circa 15 m en aan beide zijden voorzien van een stenen muur. Hierbij werden delen van de eerste muur afgebroken en de bijbehorende (binnenste) gracht gedempt. Dit proces was vermoedelijk pas in 1722 afgerond.

Eind zestiende eeuw werd de Wycker wal omgebouwd tot een gebastioneerde wal met drie gekazematteerde bastions. De Recentoren bleef daarbij vermoedelijk ongewijzigd. Wel werd de buitenste walmuur tussen de Recentoren en het in die tijd gebouwde Parmabastion geheel vernieuwd. Aan de binnenzijde van de wal werd de nog vrij nieuwe keermuur grotendeels afgebroken en, nadat de wal nog verder verbreed was, vervangen door een schuin aflopend talud. Aan de noordwestkant van de Recentoren werd de Maasmuur versterkt met contreforten, waardoor de schietgaten van de daar gelegen kazematten onbruikbaar werden. In de zeventiende en achttiende eeuw werden de vestingwerken verder uitgebreid en werden buiten de Wycker omwalling diverse buitenwerken aangelegd. Aan de zuidzijde kwam in de periode 1632-1645 het ravelijn aan de hoge Maaspunt tot stand. In 1742 werd een heel stuk verder naar het zuiden het bastion De Rooy aangelegd. De buitenwerken in dit gebied konden door afdamming van een oude rivierarm van de Maas onder water gezet worden. Door deze nieuwe gordel van verdedigingswerken, verminderde het relatieve belang van de stadsomwalling, die niet langer als primaire verdedigingslinie fungeerde. De inkapseling van Wyck door buitenwerken is goed te zien op de gedetailleerde stadsplattegrond van de Franse vestingingenieur Larcher d'Aubencourt uit 1749, en wellicht nog duidelijker op de daarop gebaseerde Franse maquette van Maastricht uit ca. 1750.

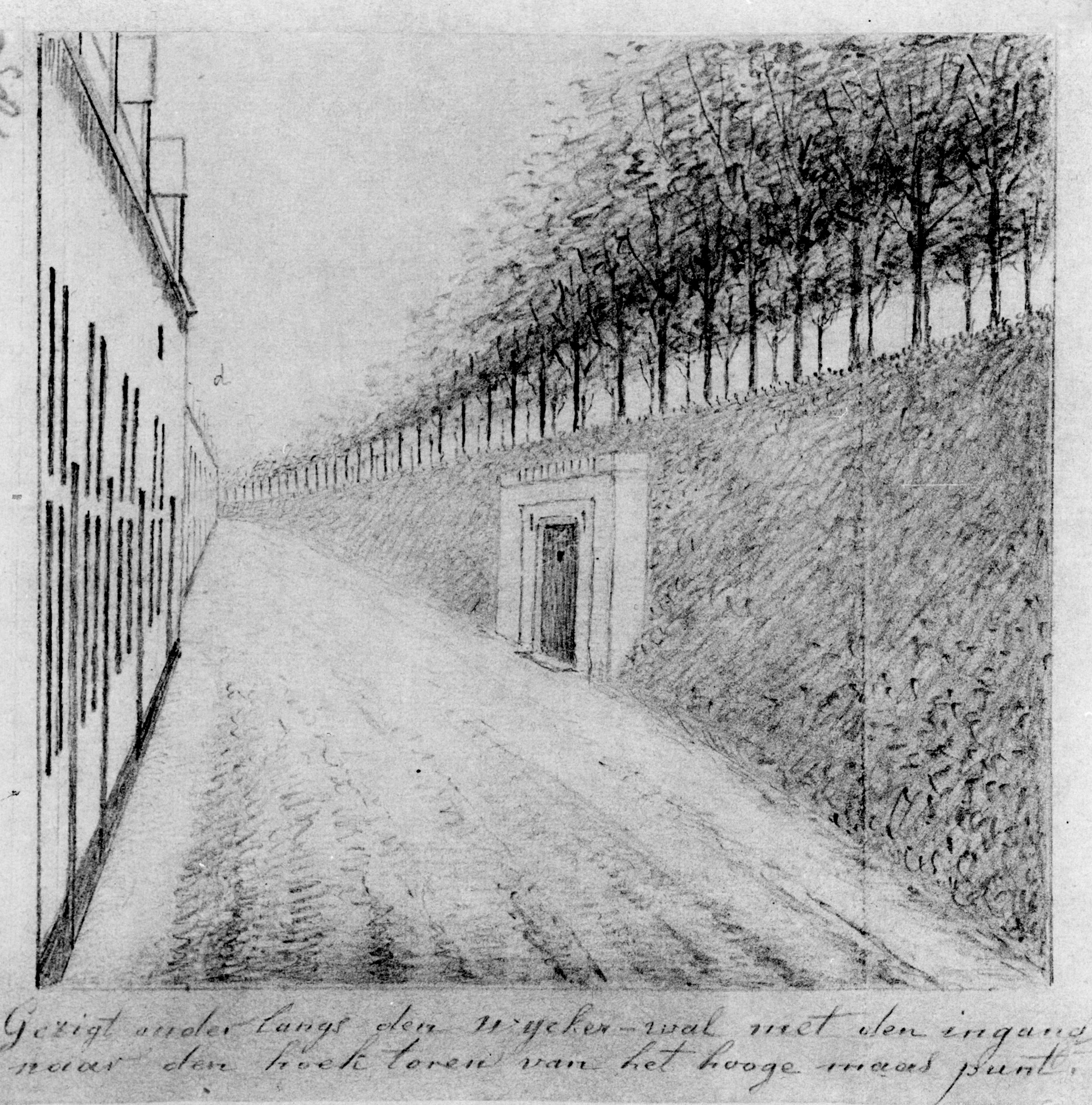
Binnenzijde van de Wycker wal met "ingang naar den hoektoren van het hooge maas punt" (J. Brabant, ca. 1867)

### Ontmanteling vesting en sloop Recentoren
Na de opheffing van de vestingstatus in 1867 werd de vesting Maastricht in opdracht van het Ministerie van Oorlog ontmanteld, waarna de gronden werden overgedragen aan de Dienst der Registratie en Domeinen voor verdere sloop en herbestemming. De nog functionerende stadspoorten, die onder de zeggenschap van het gemeentebestuur vielen, werden tussen 1867 en 1870 als eerste gesloopt; de Sint-Maartensbuitenpoort in 1868, de Duitse Poort een jaar later. De afbraak van de stadsmuren zou nog tot de jaren 1930 doorgaan.
De ontmanteling van de vesting Maastricht werd door de meeste tijdgenoten gezien als het begin van een periode van grotere welvaart. Tegen de afbraak van de eeuwenoude poorten en torens rees nauwelijks protest. Bij de afbraak van de eerste stadspoort in december 1867, de Tongersepoort, was geen enkele bepaling opgenomen over documentatie of oudheden. Door toedoen van de kunstenaar en oudheidkundige Alexander Schaepkens en de jonge, nog studerende Victor de Stuers werd bij de sloopbestekken van de andere poorten en waltorens bepaald dat gedetailleerde tekeningen en foto's gemaakt moesten worden. De tekenaar Johannes (Jan) Brabant maakte in opdracht van het Geschied- en Oudheidkundig Genootschap schetsen en de fotograaf Theodor Weijnen foto's van de te slopen vestingwerken. Door toedoen van Victor de Stuers en anderen bleven hier en daar delen van de stadsmuren gespaard, vooral in het zuidelijk stadsdeel op de linker Maasoever.
De Recentoren viel in 1869 onder de slopershamer. Van de sloop zijn geen opmetingen, tekeningen of foto's bekend. Wel zijn diverse vrij gedetailleerde tekeningen van Jan Brabant bewaard gebleven, waarop de Recentoren als onderdeel van de zuidelijke walmuur van Wyck is te zien (zie afbeeldingen hiernaast). De sloop van de Recentoren en omgeving kan gezien worden als het falen van de overheid om een belangrijk cultuurhistorisch monument te beschermen. Er was in 1869 in feite geen reden om de zuidwestelijke stadsmuur van Wyck neer te halen. De toren was voor zover bekend niet bouwvallig en vormde geen hindernis voor het verkeer. De aardewerkfabriek Société Céramique moest in deze periode nog aan haar grote expansie beginnen. Wel nam de fabriek na 1867 de kazernes aan de Hoge Barakken van het Rijk over. Deze werden gesloopt en op de fundering verrezen nieuwe fabriekshallen. Ook de zuidelijker gelegen, omstreeks 1880 gebouwde biscuithal (of bordenhal) lag nog binnen de voormalige omwalling van Wyck.

### Archeologisch onderzoek en consolidatie

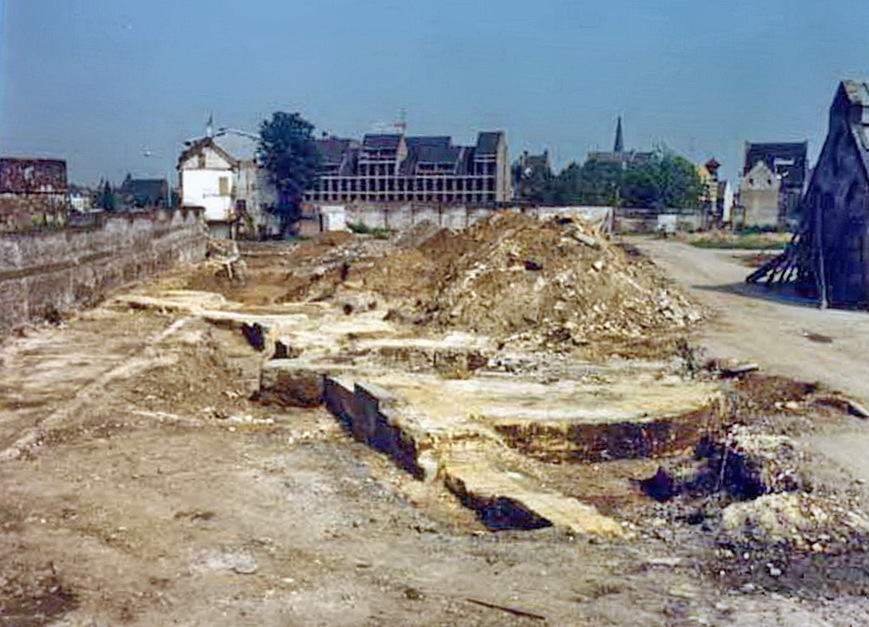
Vrijgelegde torenfundamenten (juli 1991)

Voorafgaand aan de bouw van de wijk Céramique op het voormalige fabrieksterrein van de Société Céramique, vonden van 1991 tot 1994 (met onderbrekingen) archeologische opgravingen plaats door het Gemeentelijk Oudheidkundig Bodemonderzoek Maastricht (GOBM) onder leiding van stadsarcheoloog Titus Panhuysen. Bij het onderzoek aan de vestingwerken werd samengewerkt met de Stichting Maastricht Vestingstad. Nadat in 1992 door middel van proefsleuvenonderzoek de exacte ligging van de diverse vestingwerken was vastgesteld, volgden enkele vlakopgravingen, waarbij onder andere de Recentoren werd blootgelegd. In 1994 werden de muur- en funderingsresten van de vijftiende-eeuwse walmuur tussen de Maaspunttoren en de Recentoren geheel vrijgelegd. De muurresten direct aan de Maasoever ten zuiden van de Maaspunttoren bleken tot op grotere hoogte bewaard gebleven dan elders, waar tot op circa 50 cm onder het huidige maaiveld was gesloopt. Aan de binnenzijde van de Maasmuur waren omstreeks 1600 steunberen gemetseld, die in 1994 eveneens zijn vrijgelegd. In 1994-1995 werden alle vestingrestanten op de zuidwesthoek van Wyck geconsolideerd naar plannen van Geert Coenen en André Walraven van het architectenbureau Jo Coenen Architects and Urbanists (JCAU), in samenwerking met adviesbureau Janssen te Echt en de sectie Stadsarcheologie van de Gemeente Maastricht. De uitvoering was in handen van aannemer Laudy te Sittard.

## Erfgoed
De naam Recentoren is tot op heden onverklaard. De toren was onderdeel van de tweede Wycker stadsomsluiting en ligt circa 50 m ten zuidoosten van de Maaspunttoren, een restant van de eerste enceinte (stadsomsluiting). De toren dateert uit het laatste kwart van de vijftiende eeuw, waarschijnlijk uit 1485, maar werd in 1558 verbouwd tot rondeel of bolwerk. In de jaren 1990 werden de fundamenten van het in 1869 gesloopte rondeel opgegraven en geconsolideerd. De mergelstenen muurrestanten werden bij die gelegenheid afgedekt met een gemetselde laag rode baksteen, waarmee het verschil tussen oud en nieuw werd geaccentueerd. Ook de aansluitende muurrestanten, veelal van mergel, soms bekleed met Naamse steen, kregen een rode of zwarte baksteenlaag. De restanten van een brug over de vestinggracht werden opgemetseld en afgedekt met een plankier. Door deze maatregelen zijn de vestingrestanten beschermd tegen verdere aantasting en zijn ze bovendien toegankelijk geworden: men kan erop zitten, liggen of lopen.
De rondeeltoren, gelegen op de stompe, zuidwestelijke hoek van de walmuur, beschreef oorspronkelijk een driekwartcirkel met een diameter van ongeveer 14 m. Daarvan resteert minder dan de helft, iets meer dan een kwartcirkel. De rest is bij verbouwingen aan de walmuur verdwenen. De oorspronkelijke hoogte van de vijftiende-eeuwse toren is niet bekend; na de afplatting in 1558 bedroeg deze 8 à 9 m, waarvan thans minder dan 1 m resteert. De buitenmuur van de toren bestaat uit grote mergelblokken en is 3 m dik. De toren was bereikbaar via een over de oude stadsgracht geslagen brug en via een tunnel door de aarden wal. Van de brug zijn drie paarsgewijs geplaatste brugpijlers met boogaanzetten bewaard gebleven.
Het rondeel bevatte een kazemat, bereikbaar via een poortje, waarvan nog een deel resteert. In de aansluitende zuidelijke walmuur bevindt zich, direct tegen het bolwerk aan, een poterne die ooit toegang gaf tot het geschutsplatform aan de voet van het vestingwerk. De in de zeventiende of achttiende eeuw met baksteen dichtgemetselde poterne is nog herkenbaar aanwezig in het bewaard gebleven deel van de hardstenen walmuur. De muur die vanaf het rondeel naar het zuidoosten loopt, is een restant van de beer in de vestinggracht, een zware keermuur van mergel en hardsteen, waarschijnlijk gecombineerd met een sluis, bedoeld om de waterstand in de gracht te regelen. De beer is onder andere te zien op de hierboven afgebeelde (tweede) tekening van J. Brabant.
De fundamenten van de Recentoren en de aansluitende vestingmuren zijn een gemeentelijk monument. In de omgeving liggen twee rijksmonumenten: de van oorsprong veertiende-eeuwse, in 1911 gedeeltelijk herbouwde Maaspunttoren en een voormalige fabriekshal ("bordenhal") van de Société Céramique, thans in gebruik als theater. Verder zijn de vestingrestanten omgeven door moderne bouwwerken: de Hoge Brug (René Greisch, 2003), de Maasappartementen en het Centre Céramique (beide Jo Coenen, 1999), en het langgerekte appartementengebouw Stoa (Luigi Snozzi, 2002). Het Charles Eyckpark is omstreeks 1999 ontworpen door de Zweedse landschapsarchitect Gunnar Martinsson.

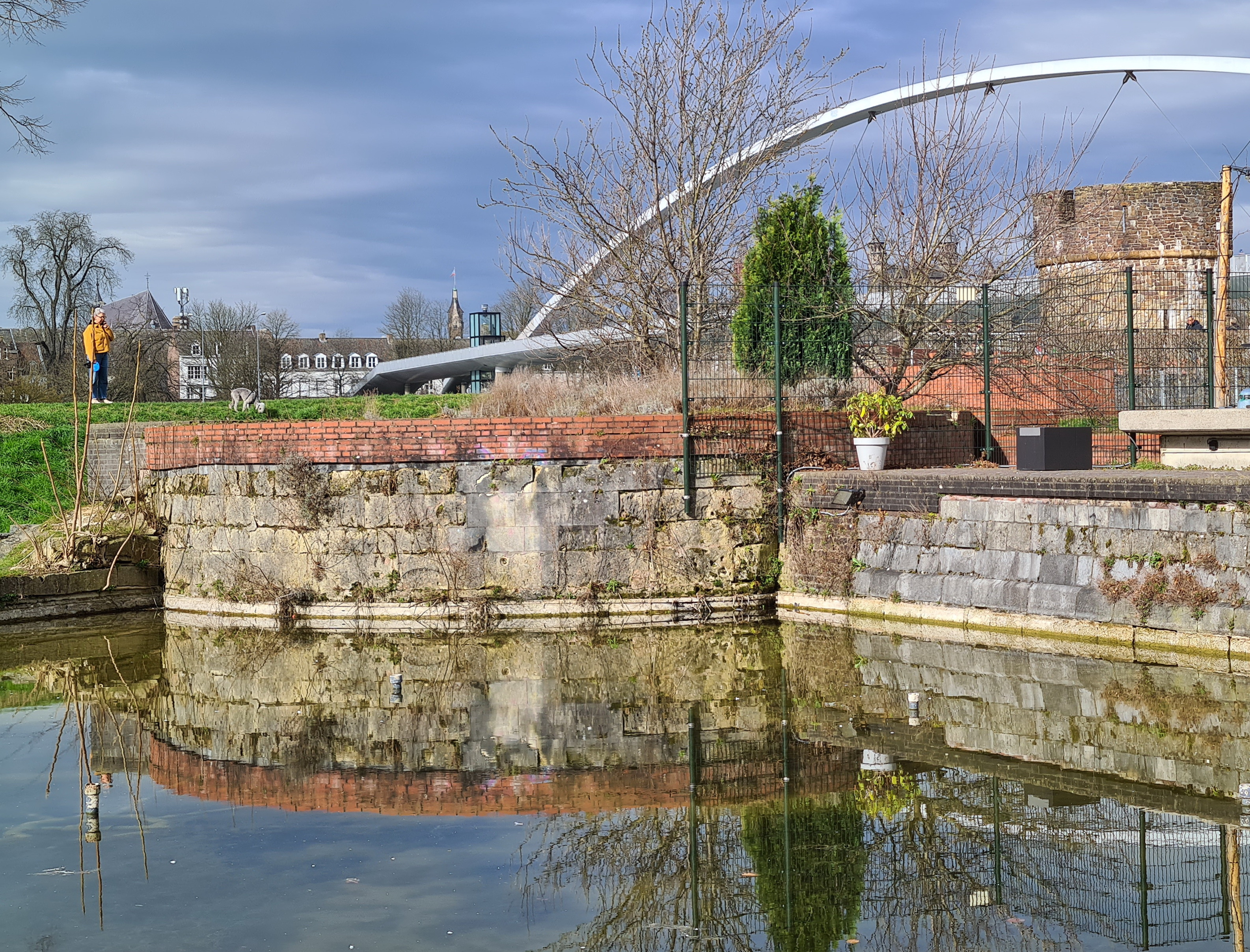
Restanten Recentoren en zuidelijke walmuur met dichtgemetselde poterne
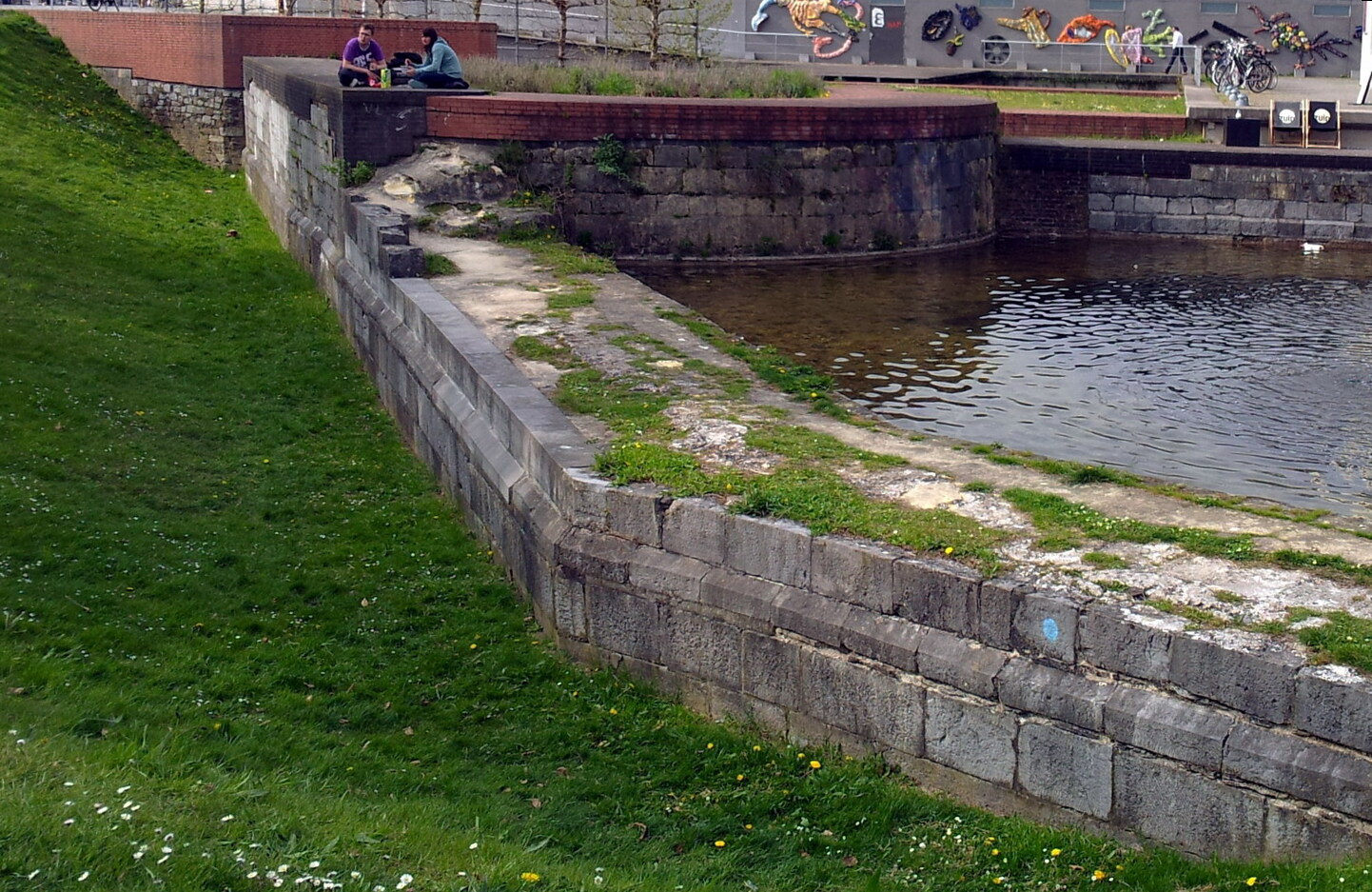
Recentoren en fundament van walmuur, beer en aansluitende lunet
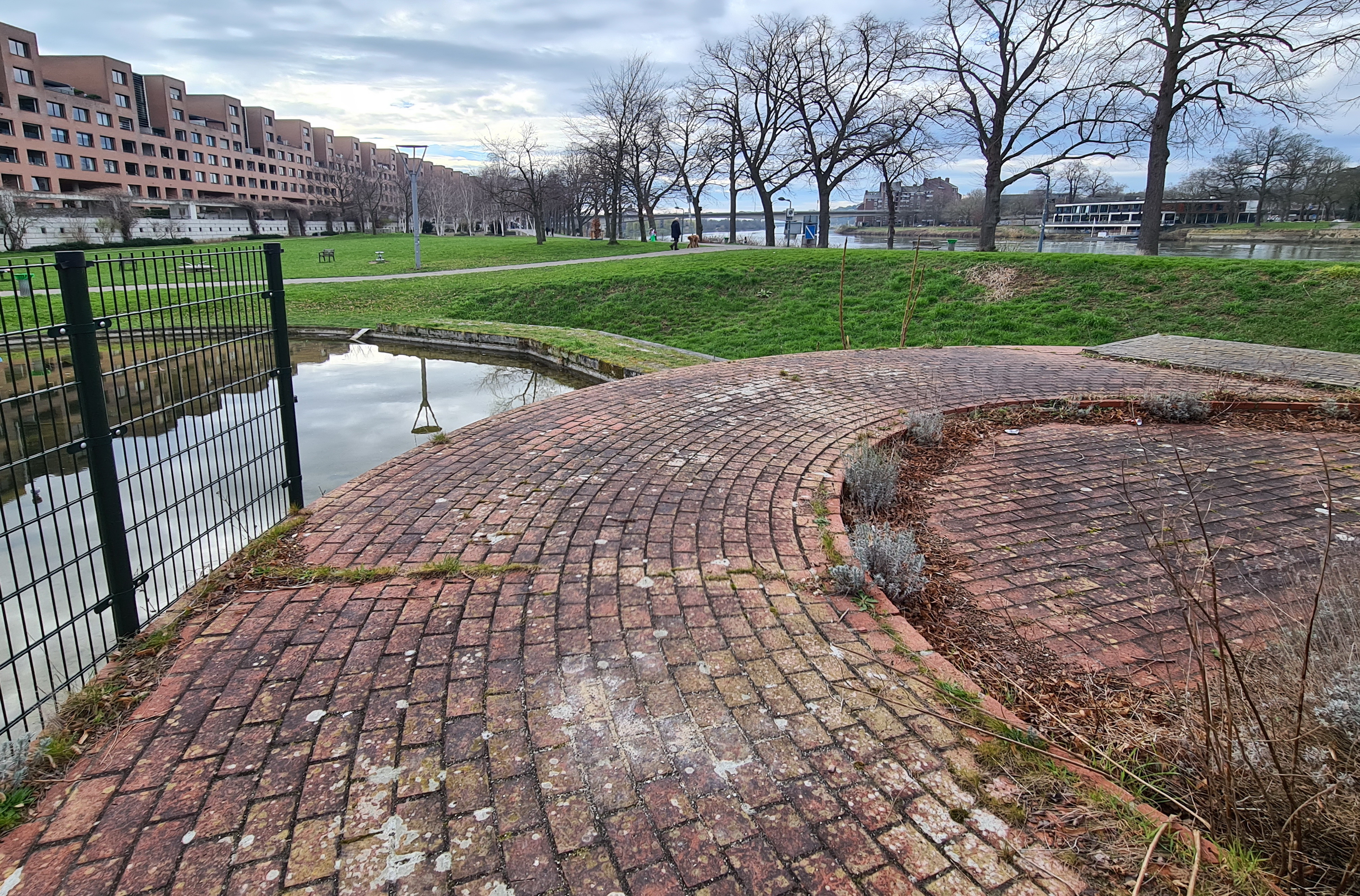
Geplaveide bovenkant Recentoren met zicht op Charles Eyckpark
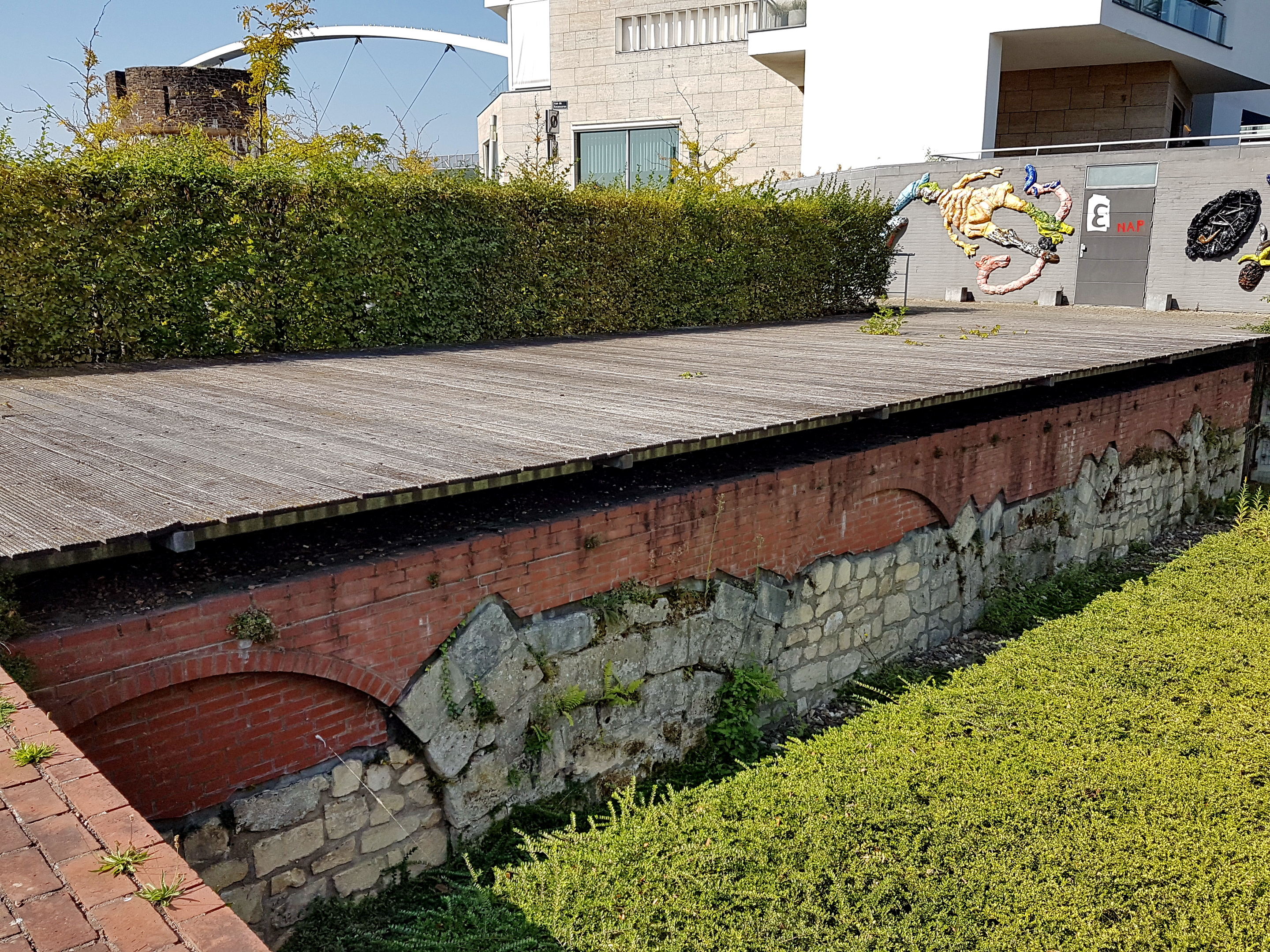
Brug met dichtgemetselde boogrestanten en plankier